# 프랑스 육군 계급
프랑스 육군의 계급이다.

## 원수
Maréchal de France: 프랑스 원수: 사실상 프랑스 육군 중에서는 가장 높은 계급이다. 공식적인 계급이 아니기 때문이다. 그리고, 사단장(중장) 중에서 임명된다. 원수 계급은 별의 개수가 7개이며, 원수계급을 상징하는 바통을 소지할 수 있다.
유명한 프랑스 원수로는 튀렌, 보방, 조아생 뮈라, 미셸 네, 프랑수아 아실 바젠, 기욤 브륀, 루이 니콜라 다부, 앙드레 마세나, 필리프 르클레르 드 오트클로크, 장 드 라트르 드 타시니, 마리 피에르 코닉, 필리프 페탱과 알퐁스 쥐앵이 있다. 그 중 필리프 페탱은 제1차 세계 대전 당시 프랑스를 지켜 낸 공로로 원수 계급을 수여받았으나, 제2차 세계 대전 당시 비시 정부에 협력하여 전후 원수 계급이 박탈되었다.
6명의 프랑스 원수, 비론, 레디기에레, 튀렌, 빌라르, 삭스와 술트는 더 높은 계급인 프랑스 대원수(Maréchal général)가 되었다.

## 장교
장교는 다음과 같이 분류된다.
- 정규군 장교
- 병참 장교
- 기술장교 및 행정장교

이들의 계급장에는 별도의 휘장이나 타이틀이 따로 그려져 있다.

### Généraux- 장성
- Général d'armée: 육군 대장 (대장): 군 단위를 통솔하는 계급이다. 이 계급은 공식적으로 존재하지 않으며, 사단장(중장) 중에서 임명된다.

- Général de corps d'armée: 군단장 (중장): 군단 단위를 통솔하는 계급이다. 이 계급은 공식적으로 존재하지 않으며, 사단장(중장) 중에서 임명된다.

- Général de division: 사단장 (중장): 사단 단위를 통솔하는 계급이다. 공식적으로는 이 계급이 최고 계급이다.

- Général de brigade: 여단장 (소장): 육군에서는 여단 단위를 통솔하는 계급이며, 국가헌병대에서는 헌병단(légion)을 통솔하는 계급이다. 자유 프랑스의 지도자이자 프랑스 대통령을 역임했던 샤를 드 골은 여단장이었다.

- 프랑스에서는 준장 계급이 없다. 여단장은 소장, 사단장과 군단장은 중장, 육군대장은 대장에 해당된다.

옛날 프랑스에서는 총사령관(프랑스어: Capitaine général 까삐뗀느 제네랄[*]) 계급도 존재하였다. 이 계급은 프랑스 원수, 프랑스 대원수보다도 높은 계급이었으며, 1602년에 폐지되었다.
위관 장교나 영관 장교는 보병은 금색, 기병은 은색으로 병과를 구분한다. 그러나, 장군 계급은 병과의 구분 없이 은색이다.

### Officiers supérieurs- 선임 장교

#### Colonel (대령)

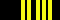
보병
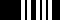
기병

#### Lieutenant-Colonel (중령)

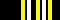
보병
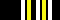
기병

#### Commandant (소령)
'Commandant' 계급은 보병에서는 chef de bataillon으로, 기병이나 포병에서는 chef d'escadrons, 육군 경항공대에서는 'chef de'scadrille로 부른다.

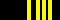
보병
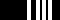
기병

### Officiers subalternes- 후임 장교

#### Capitaine (대위)
'Capitaine' 계급은 중대 단위를 지휘하는 계급이다. 보병에서는 Compagnie, 기병에서는 escadron, 포병에서는 batterie로 표기한다.

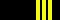
보병
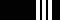
기병

#### Lieutenant (중위)
'Lieutenant' 계급은 반(班) 단위를 지휘하는 계급이다. 보병에서는 section, 기병에서는 peloton, 국가헌병대에서는 brigade로 표기한다.

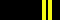
보병
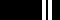
기병

#### Sous-Lieutenant (소위)
Sous-lieutenant: same prerogatives as the lieutenant

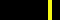
보병
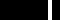
기병

#### Aspirant (소위 후보생)
- Aspirant: 소위 후보생 계급이다.

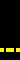

- Eleve Officier: 사관생도 계급이다. 생시르 육군사관학교 혹은 École militaire interarmes 혹은 프랑스 국가헌병대 사관학교 재학생에게 부여되는 계급이다.

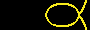

## 같이 보기
- 프랑스 육군